# Стиль бутылки Коки

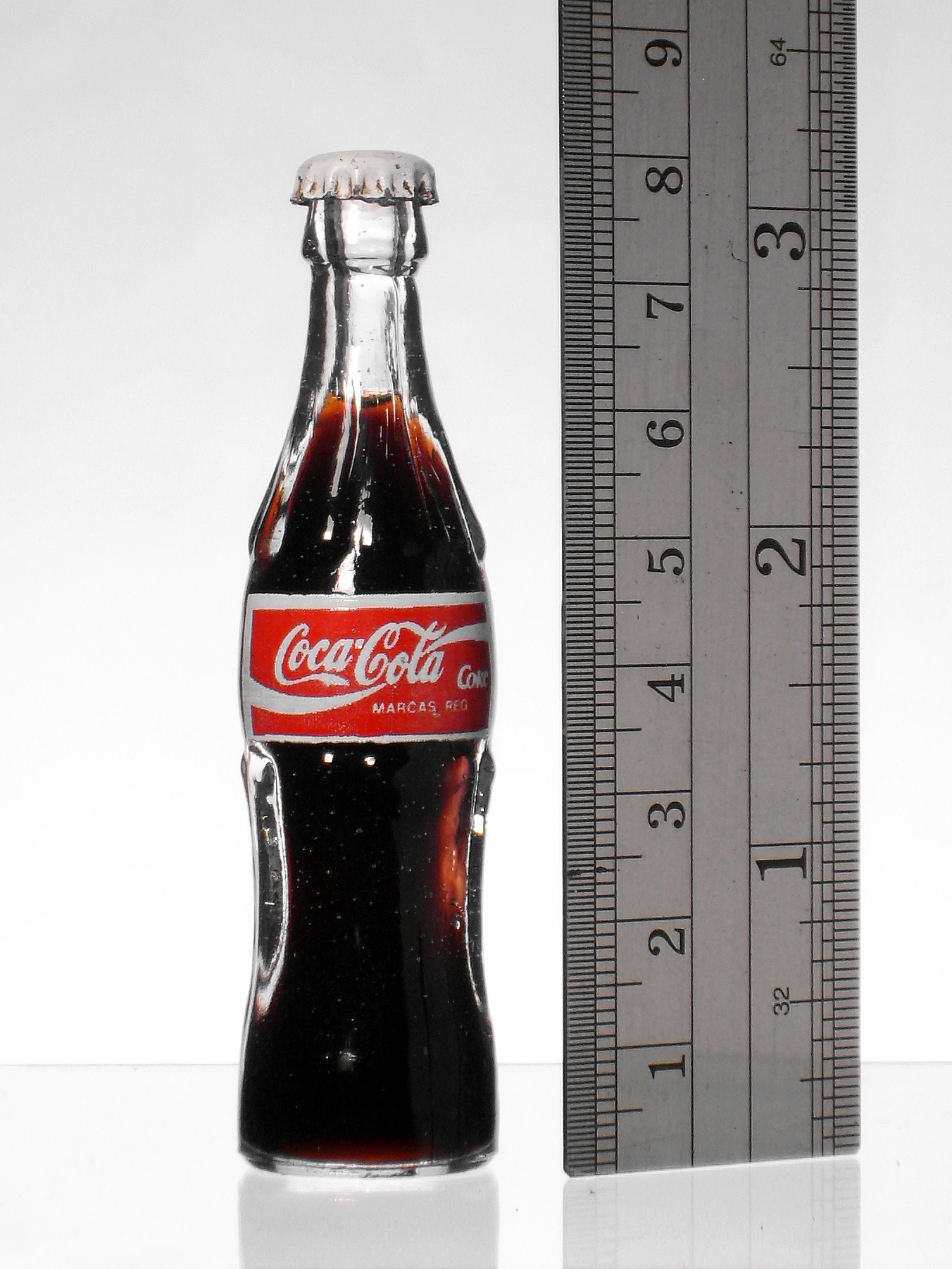
Бутылка Кока-колы

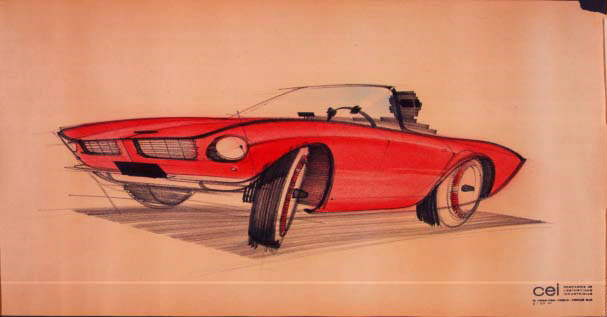
Эскиз концепта «Studebaker Avanti»

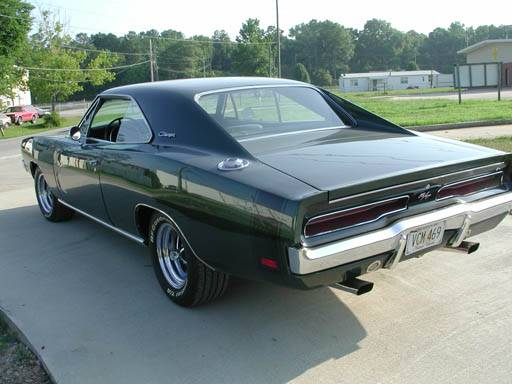
1969 Dodge Charger

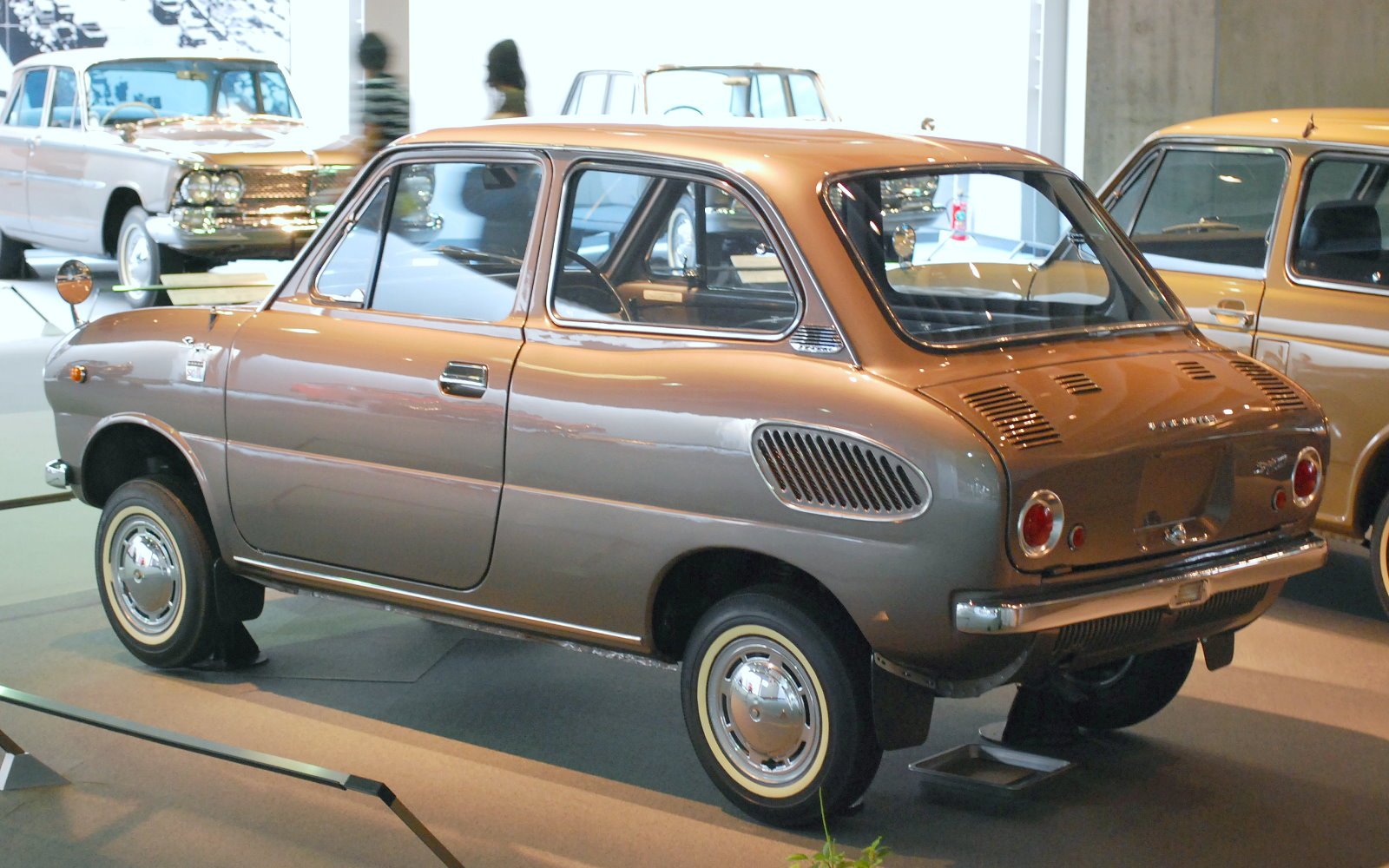
1967 Suzuki Fronte 360

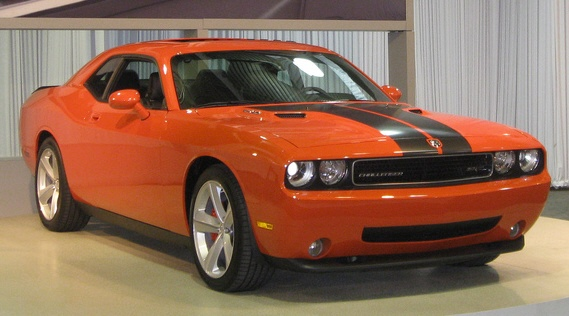
Dodge Challenger

Стиль бутылки Коки (англ. Coke bottle styling) — это термин, используемый для описания автомобильного стиля в дизайне кузова, напоминающего классические формы профиля стеклянной бутылки напитка Coca-Cola. Изгиб поясной линии боковины кузова приподнят на крыльях и опущен в центральной части кузова.

## Появление стиля
В 1962 году фирма Studebaker представила модель Studebaker Avanti, разработанную дизайнером Раймондом Лоуи с несколько необычным дизайном, напоминающим профиль бутылки Coca-Cola. Это положило начало новой тенденции в автомобильном дизайне 1960-х годов. Chevrolet впервые применил такой стиль в 1963 году на Chevrolet Corvette Sting Ray. К 1966 году седаны на «платформе А» и Chevrolet Chevelle также вышли в таком стиле. Corvette 1968 года, выпуклый с обоих концов и узкой средней частью напоминал бутылку Coca-Cola ещё более. Pontiac Tempest и Ford Torino вскоре последовали его примеру. Многие автомобили muscle cars, такие как Pontiac GTO , Chevrolet Camaro и Dodge Charger также использовали этот стиль.

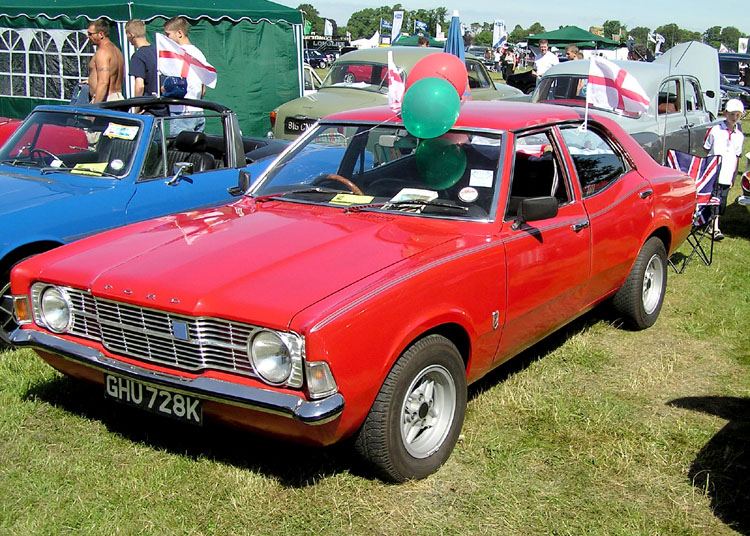
Ford Cortina Mk3 1972 года

Японские, европейские и австралийские седаны также приняли этот стиль в 1970-х годах. Самым маленьким автомобилем этого стиля считается Suzuki Fronte 360 1967 года, который был менее 3 метров в длину.
Не все автомобили показали полное моделирование бутылки кока-колы с сужением талии (при виде сверху). Некоторые из них, например британский Ford Cortina Mark III достигли подобного «мускульного» вида только в профиле (вид сбоку).
К концу 1970-х и в начале 1980-х дизайн автомобилей двинулся к прямой линии (например, Ford Fairmont), а Ford Taurus привел к новому функциональному аэродинамическому дизайну.
Возрождённый Dodge Charger и Dodge Avenger не имеют полного совпадения со «стилем бутылки кока-колы», но у них выражены задние линии крыльев. Современные автомобили «muscle cars» Chevrolet Camaro и Dodge Challenger снова возвращают стиль к жизни.

## Список автомобилей с кузовом в стиле «Coke bottle styling»
- Chevrolet Corvair
- Chevrolet Corvette
- Dodge Charger
- Ford Cortina Mark III
- Ford Mustang 1969-70
- Ford Torino
- Ford Maverick
- Nissan Laurel C130
- Nissan Gloria 230
- Nissan Cedric 230
- Plymouth Duster
- Opel Commodore A
- Opel GT
- Opel Rekord C
- Pontiac Firebird
- Pontiac GTO
- Studebaker Avanti[1]
- Suzuki Fronte 360 LC10
- Vauxhall Cresta PC
- Vauxhall Victor FD
- Vauxhall Viva HB
- ГАЗ-3111